# Fantasie voor viool met pianobegeleiding
De Fantasie voor viool met pianobegeleiding is een compositie van Arnold Schönberg. Schönberg schreef zelf over dit werk dat hij was beïnvloed door Johann Sebastian Bach, Wolfgang Amadeus Mozart, Ludwig van Beethoven, Johannes Brahms en Richard Wagner. Hij stelde dat echter vast nadat hij het werk op papier had gezet. Dat ging in dit geval vrij vlot. De partij voor de viool schreef de componist eerst en wel tussen 3 en 22 maart, daarbij direct al met kleur aangevend wat de partij voor de piano zou moeten worden. De genoemde invloeden zijn dan ook nauwelijks te horen, het is meer het idee. Het stuk is geschreven in het twaalftoonstechniek, iets waar Bach tot en met Wagner waarschijnlijk niets van moesten hebben. Schönberg had geen enkele twijfel; het werk zou vaak worden uitgevoerd ("It is destined to become a tradition"). 
De eerste uitvoering vond plaats in Zürich.

## Discografie
Er zijn diverse opnamen van dit werk voorhanden, waarin ook twee groten uit de muziekwereld zich hebben gemengd. Op Sony Records verscheen een opname van Glenn Gould (piano) samen met Yehudi Menuhin (viool).